# Lycium ameghinoi
Lycium ameghinoi ist eine Pflanzenart aus der Gattung der Bocksdorne (Lycium) in der Familie der Nachtschattengewächse (Solanaceae).

## Beschreibung
Lycium ameghinoi ist ein aufrechter, 1 bis 2,5 m hoch werdender Strauch. Seine Laubblätter sind sukkulent und unbehaart. Sie werden 1 bis 10 mm lang und 1 bis 2,2 mm breit.
Die Blüten sind vierzählig und zwittrig. Der Kelch ist röhrenförmig und unbehaart. Die Kelchröhre hat eine Länge von 1,5 bis 3 mm und ist mit 0,5 bis 1,5 mm langen Kelchlappen besetzt. Die Kronröhre ist röhrenförmig und weißlich, weißlich-grün oder gelb-grün gefärbt. Die Kronröhre ist 4,5 bis 6 mm lang, die Kelchlappen 1 bis 2 mm. Die Staubfäden sind an der Basis filzig behaart.
Die Frucht ist eine orange oder rote, kugelförmige Beere mit einer Länge von 4 bis 5 mm und einer Breite von 3 bis 4 mm.
Die Chromosomenzahl beträgt 2n = 24.

## Vorkommen
Die Art ist in Südamerika verbreitet und kommt dort in Argentinien in den Provinzen Chubut, Neuquén, Réo Negro und Santa Cruz vor.

## Systematik
Innerhalb der Bocksdorne (Lycium) wird die Art nach phylogenetischen Untersuchungen in eine Klade mit anderen argentinischen und chilenischen Arten der Gattung gruppiert. Diese Arten sind jedoch näher mit einer Klade mit altweltlichen Arten verwandt als zu einer großen Klade mit anderen Arten vom amerikanischen Kontinent. Zu den nahe verwandten argentinischen und chilenischen Arten gehören Lycium chanar, Lycium fuscum, Lycium stenophyllum und Lycium minutifolium.